# Саловское
Саловское — опустевшая деревня в Буйском районе Костромской области. Входит в состав Центрального сельского поселения.

## География
Находится в западной части Костромской области на расстоянии приблизительно 9 км на запад-юго-запад по прямой от железнодорожного моста через Кострому в районном центре городе Буй у речки Сендега.

## История
В 1907 году здесь было учтено 24 двора.

## Население
Постоянное население составляло 91 человек (1897 год), 101 (1907), 9 в 2002 году (русские 100 %), 0 в 2022.